# Населення Британських Віргінських Островів
Населення Британських Віргінських Островів. Чисельність населення країни 2015 року становила 33,5 тис. осіб (215-те місце у світі). Чисельність остров'ян стабільно збільшується, народжуваність 2015 року становила 10,91 ‰ (179-те місце у світі), смертність — 4,99 ‰ (190-те місце у світі), природний приріст — 2,32 % (33-тє місце у світі) . 

## Природний рух

### Відтворення
Народжуваність на Британських Віргінських Островах, станом на 2015 рік, дорівнює 10,91 ‰ (179-те місце у світі). Коефіцієнт потенційної народжуваності 2015 року становив 1,26 дитини на одну жінку (219-те місце у світі).
Смертність на Британських Віргінських Островах 2015 року становила 4,99 ‰ (190-те місце у світі).
Природний приріст населення в країні 2015 року становив 2,32 % (33-тє місце у світі).

### Вікова структура

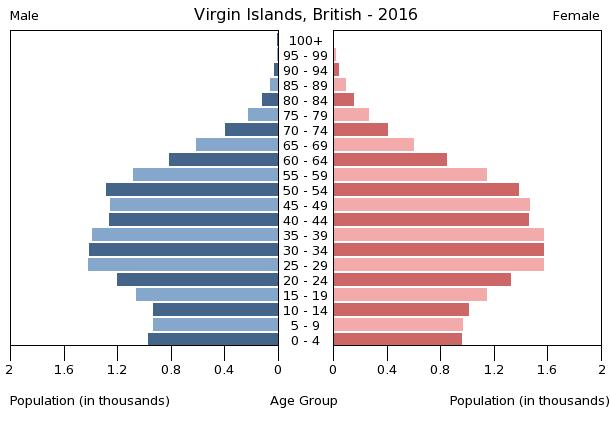
Віково-статева піраміда населення Британських Віргінських Островів, 2016 рік

Середній вік населення Британських Віргінських Островів становить 36,2 року (73-тє місце у світі): для чоловіків — 36, для жінок — 36,3 року. Очікувана середня тривалість життя 2015 року становила 78,46 року (57-ме місце у світі), для чоловіків — 77,12 року, для жінок — 79,87 року.
Вікова структура населення Британських Віргінських Островів, станом на 2015 рік, мала такий вигляд:
- діти віком до 14 років — 17,01 % (2798 чоловіків, 2891 жінка);
- молодь віком 15—24 роки — 14,14 % (2255 чоловіків, 2476 жінок);
- дорослі віком 25—54 роки — 49,64 % (7840 чоловіків, 8767 жінок);
- особи передпохилого віку (55—64 роки) — 10,97 % (1797 чоловіків, 1871 жінка);
- особи похилого віку (65 років і старіші) — 8,24 % (1343 чоловіки, 1415 жінок)[1].

## Розселення
Густота населення країни 2015 року становила 200,8 особи/км² (68-ме місце у світі). Населення островів розміщується на островах Тортола, Анегада, Вірджін-Горда і Яст-ван-Дайк.

### Урбанізація
Британські Віргінські Острови середньоурбанізована країна. Рівень урбанізованості становить 46,2 % населення країни (станом на 2015 рік), темпи зростання частки міського населення — 1,8 % (оцінка тренду за 2010—2015 роки).
Головні міста країни: Род-Таун (столиця) — 13,0 тис. осіб (дані за 2014 рік).

### Міграції
Річний рівень імміграції 2015 року становив 17,28 ‰ (2-ге місце у світі). Цей показник не враховує різниці між законними і незаконними мігрантами, між біженцями, трудовими мігрантами та іншими.

## Расово-етнічний склад
| Етнічний склад (2001 рік) | Етнічний склад (2001 рік) | Етнічний склад (2001 рік) | Етнічний склад (2001 рік) | Етнічний склад (2001 рік) |
| ------------------------- | ------------------------- | ------------------------- | ------------------------- | ------------------------- |
| Етнос:                    |                           |                           | Відсоток:                 |                           |
| темношкірі                | темношкірі                |                           | 82%                       | 82%                       |
| білі                      | білі                      |                           | 6.8%                      | 6.8%                      |
| мішаного походження       | мішаного походження       |                           | 5.9%                      | 5.9%                      |
| індійці                   | індійці                   |                           | 3%                        | 3%                        |
| інші                      | інші                      |                           | 2.3%                      | 2.3%                      |

Головні етноси країни: темношкірі — 82 %, білі — 6,8 %, мішаного походження — 5,9 %, індійці — 3 %, інші — 2,3 % населення (оціночні дані за 2001 рік).

## Мови
| Мови Британських Віргін (2015 рік) | Мови Британських Віргін (2015 рік) | Мови Британських Віргін (2015 рік) | Мови Британських Віргін (2015 рік) | Мови Британських Віргін (2015 рік) |
| ---------------------------------- | ---------------------------------- | ---------------------------------- | ---------------------------------- | ---------------------------------- |
| Мова:                              |                                    |                                    | Відсоток:                          |                                    |
| англійська                         | англійська                         |                                    | 100%                               | 100%                               |

Офіційна мова: англійська.

## Релігії
| Релігії на Британських Віргінах (2009 рік) | Релігії на Британських Віргінах (2009 рік) | Релігії на Британських Віргінах (2009 рік) | Релігії на Британських Віргінах (2009 рік) | Релігії на Британських Віргінах (2009 рік) |
| ------------------------------------------ | ------------------------------------------ | ------------------------------------------ | ------------------------------------------ | ------------------------------------------ |
| Віросповідання:                            |                                            |                                            | Відсоток:                                  |                                            |
| протестанти                                | протестанти                                |                                            | 72.2%                                      | 72.2%                                      |
| католики                                   | католики                                   |                                            | 9.5%                                       | 9.5%                                       |
| свідки Єгови                               | свідки Єгови                               |                                            | 2.1%                                       | 2.1%                                       |
| індуїсти                                   | індуїсти                                   |                                            | 1.9%                                       | 1.9%                                       |
| інші                                       | інші                                       |                                            | 5.2%                                       | 5.2%                                       |
| атеїсти                                    | атеїсти                                    |                                            | 6.4%                                       | 6.4%                                       |
| агностики                                  | агностики                                  |                                            | 2.7%                                       | 2.7%                                       |

Головні релігії й вірування, які сповідує, і конфесії та церковні організації, до яких відносить себе населення країни: протестантизм — 72,2 % (методизм — 22,7 %, англіканство — 11,6 %, Церква Бога — 11,4 %, п'ятидесятництво — 9,1 %, адвентизм — 8,4 %, баптизм — 8,2 %, інші — 0,9 %), римо-католицтво — 9,5 %, свідки Єгови — 2,1 %, індуїзм — 1,9 %, інші — 5,2 %, не сповідують жодної — 6,4 %, не визначились — 2,7 % (станом на 2001 рік).

## Освіта
Рівень письменності 2015 року становив 99 % дорослого населення (віком від 15 років): 99 % — серед чоловіків, 99 % — серед жінок.
Державні витрати на освіту становлять 4,4 % ВВП країни, станом на 2010 рік (96-те місце у світі). Середня тривалість освіти становить 14 років (станом на 2014 рік).

## Охорона здоров'я
Смертність немовлят до 1 року, станом на 2015 рік, становила 12,98 ‰ (116-те місце у світі); хлопчиків — 14,79 ‰, дівчаток — 11,09 ‰.

### Захворювання
Кількість хворих на СНІД невідома, дані про відсоток інфікованого населення в репродуктивному віці 15—49 років відсутні. Дані про кількість смертей від цієї хвороби за 2014 рік відсутні.

### Санітарія
Доступ до облаштованих джерел питної води 2015 року мало 98 % населення в містах і 98 % в сільській місцевості; загалом 98 % населення країни. Відсоток забезпеченості населення доступом до облаштованого водовідведення (каналізація, септик): в містах — 97,5 %, в сільській місцевості — 97,5 %, загалом по країні — 97,5 % (станом на 2015 рік).

## Соціально-економічне становище
Дані про відсоток населення країни, що перебуває за межею бідності, відсутні. Дані про розподіл доходів домогосподарств у країні відсутні. 
Рівень проникнення інтернет-технологій середній. Станом на липень 2015 року в країні налічувалось 14,6 тис. унікальних інтернет-користувачів (207-ме місце у світі), що становило 43,6 % загальної кількості населення країни.

### Трудові ресурси
Загальні трудові ресурси 2004 року становили 12,77 тис. осіб (216-те місце у світі). Зайнятість економічно активного населення у господарстві країни розподіляється таким чином: аграрне, лісове і рибне господарства — 0,6 %; промисловість і будівництво — 40 %; сфера послуг — 59,4 % (станом на 2005 рік). Безробіття 2010 року дорівнювало 8,7 % (103-тє місце у світі).

## Кримінал

### Наркотики

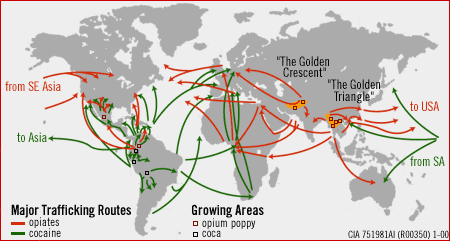
Світові маршрути наркотрафіку

Перевантажний пункт для південноамериканських наркотиків, що прямують до США і Європи; великий офшорний фінансовий центр, уразливий до відмивання грошей.

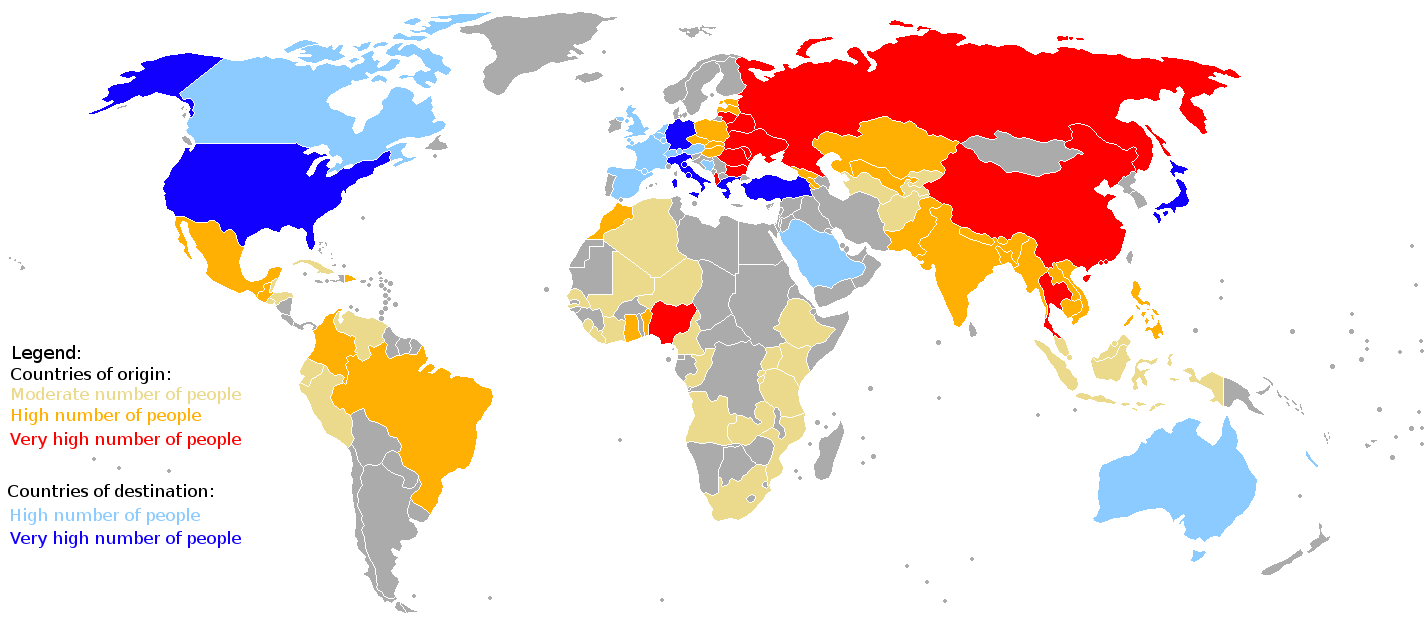
Країни-донори (червоний) і країни-реципієнти кримінальних потоків  (англ.)
Глобальна боротьба з торгівлею людьми (англ.)

## Гендерний стан
Статеве співвідношення (оцінка 2015 року):
- при народженні — 1,05 особи чоловічої статі на 1 особу жіночої;
- у віці до 14 років — 0,97 особи чоловічої статі на 1 особу жіночої;
- у віці 15—24 років — 0,91 особи чоловічої статі на 1 особу жіночої;
- у віці 25—54 років — 0,89 особи чоловічої статі на 1 особу жіночої;
- у віці 55—64 років — 0,96 особи чоловічої статі на 1 особу жіночої;
- у віці за 64 роки — 0,95 особи чоловічої статі на 1 особу жіночої;
- загалом — 0,92 особи чоловічої статі на 1 особу жіночої[1].

## Демографічні дослідження
Демографічні дослідження в країні ведуться рядом державних і наукових установ Великої Британії:

### Українською
- Атлас. 10-11 клас. Економічна і соціальна географія світу / упорядники :  О. Я. Скуратович, Н. І. Чанцева. — К. : ДНВП «Картографія», 2010. — ISBN 978-966-475-639-3.
- Атлас світу / голов. ред. І. С. Руденко ; зав. ред. В. В. Радченко ; відп. ред. О. В. Вакуленко. — К. : ДНВП «Картографія», 2005. — 336 с. — ISBN 9666315467.
- Безуглий В. В. Економічна і соціальна географія зарубіжних країн : Навчальний посібник. — К. : ВЦ «Академія», 2007. — 704 с. — ISBN 978-966-580-239-6.
- Безуглий В. В., Козинець С. В. Регіональна економічна і соціальна географія світу : Навчальний посібник. — видання 2-ге, доп., перероб. — К. : ВЦ «Академія», 2007. — 688 с. — ISBN 966-580-144-9.
- Головченко В. І., Кравчук О. Країнознавство: Азія, Африка, Латинська Америка, Австралія і Океанія. — К., 2006. — 335 с. — ISBN 966-8939-04-2.
- Гудзеляк І. І. Географія населення: Навчальний посібник / І. Гудзеляк. — Л. : Видавничий центр ЛНУ імені Івана Франка, 2008. — 232 с. — ISBN 978-966-613-599-8.
- Дахно І. І. Країни світу: Енциклопедичний довідник / І. І. Дахно, С. М. Тимофієв. — К. : Мапа, 2011. — 606 с. — (Бібліотека нового українця) — ISBN 978-966-8804-23-6.
- Дахно І. І. Економічна географія зарубіжних країн : навчальний посібник. — К. : Центр учбової літератури, 2014. — 319 с. — ISBN 978-611-01-0682-5.
- Джаман В. О. Регіональні системи розселення: демографічні аспекти. — Чернівці : Рута, 2003. — 392 с. — ISBN 9665685988.
- Дорошенко Л. С. Демографія: Навчальний посібник. — К. : МАУП, 2005. — 112 с. — ISBN 966-608-442-2.
- Дубович І. А. Країнознавчий словник-довідник. — 5-те вид., перероб. і доп. — К. : Знання, 2008. — 839 с. — ISBN 978-966-346-330-8.
- Економічна і соціальна географія країн світу. Навчальний посібник / За ред. Кузика С. П. — Л. : Світ, 2002. — 672 с. — ISBN 966-603-178-7.
- Загальна медична географія світу / В. О. Шевченко [та ін.] — К. : [б.в.], 1998. — 178 с.
- Книш М. М., Мамчур О. І. Регіональна економічна і соціальна географія світу (Латинська Америка та Карибські країни, Африка, Азія, Океанія) : навч. посіб. — Л. : ЛНУ ім. Івана Франка, 2013. — 368 с. — ISBN 978-617-10-0007-0.
- Крисаченко В. С. Динаміка населення: Популяційні, етнічні та глобальні виміри. — К. : Видавництво Національного інституту стратегічних досліджень, 2005. — 368 с. — ISBN 966-554-083-1.
- Кузик С. П., Книш М. М. Економічна і соціальна географія країн Америки : навч. посіб. — Л. : ЛНУ ім. Івана Франка, 1999. — 299 с. — ISBN 966-613-026-2.
- Любіцева О. О., Мезенцев К. В., Павлов С. В. Географія релігій. — К. : АртЕК, 1999. — 504 с. — ISBN 966-505-006-0.
- Масляк П. О. Країнознавство. — К. : Знання, 2007. — 292 с. — (Вища освіта XXI століття)
- Масляк П. О., Дахно І. І. Економічна і соціальна географія світу / П. О. Масляк, І. І. Дахно ; за ред. П. О. Масляка. — К. : Вежа, 2003. — 280 с. — ISBN 966-7091-53-8.

### Російською
- (рос.) Виргинские острова (Брит.) // Демографический энциклопедический словарь / главн. ред. Валентей Д. И. — М. : Советская энциклопедия, 1985. — 608 с.
- (рос.) Виргинские острова (Брит.) // Латинская Америка. Энциклопедический справочник [в 2-х тт.] / Главный редактор В. В. Вольский. — М. : Советская энциклопедия, 1979. — Т. 1. А-К. — 576 с.
- (рос.) Виргинские острова (Брит.) // Страны и народы. Америка. Общий обзор Латинской Америки. Средняя Америка / Редкол. : отв. ред. В. В. Вольский, Я. Г. Машбиц и др. — М. : «Мысль», 1981. — 333 с. — (Страны и народы) — 180 тис. прим.
- (рос.) Атлас народов мира / Отв. ред. С. И. Брук и В. С. Апенченко. — М. : ГУГК ГГК СССР и Институт этнографии им. Н. Н. Миклухо-Маклая АН СССР, 1964. — 185 с. — 20 тис. прим.
- (рос.) Численность и расселение народов мира. Этнографические очерки / под ред. С. И. Брука. — М. : Издательство АН СССР, 1962. — 487 с.
- (рос.) Лаппо Г. М. География городов: Учебное пособие для географических факультетов вузов. — М. : Туманит, изд. центр ВЛАДОС, 1997. — 476 с. — ISBN 5-691-00047-0.
- (рос.) Ягельский А. География населения. — М. : Прогресс, 1980. — 383 с.